# 波森山
波森山（英語：Mount Pawson），是南極洲的山峰，位於帕爾默地東岸，處於莫恩峰東南面13公里，美國地質調查局根據測量和美國海軍拍攝的空中照片繪入地圖，現時由南極條約體系管理。